# Lucas Hey
Lucas Hey, né le 13 avril 2003 à Dragør au Danemark, est un footballeur danois qui joue au poste de défenseur central au RSC Anderlecht.

## Biographie

### En club
Né à Dragør au Danemark, Lucas Hey est formé par le Lyngby BK. Le 24 mai 2021, il fait ses débuts en professionnel, lors d'une rencontre de championnat contre le Vejle BK. Il entre en jeu à la place de Magnus Kaastrup et les deux équipes se neutralisent (2-2 score final).
Le 14 janvier 2022, Hey prolonge son contrat avec le Lyngby BK jusqu'en juin 2024. Il est également promu définitivement à l'équipe première.
Hey s'impose comme un joueur régulier de l'équipe première lors de la saison 2022-2023, à seulement 19 ans. Considéré comme l'un des grands espoirs du football danois à son poste, son entraîneur à Lyngby, Freyr Alexandersson (en), le voit s'imposer dans un grand championnat européen à l'avenir. Le jeune défenseur participe au maintien de son équipe, le Lyngby BK assurant sa place dans l'élite lors du dernier match de la saison contre l'un de ses concurrents, l'AC Horsens, qui est de ce fait relégué.
Le 7 août 2023, Lucas Hey s'engage en faveur du FC Nordsjælland,.
Il joue son premier match sous ses nouvelles couleurs le 13 août 2023, lors d'une rencontre de championnat face au Randers FC. Il est titularisé et son équipe s'impose par cinq buts à zéro.
Le 21 janvier 2025, lors du mercato hivernal, Lucas Hey rejoint la Belgique en signant en faveur du RSC Anderlecht pour un contrat courant jusqu'en juin 2029,. 
Il joue son premier match pour Anderlecht le 26 janvier 2025, lors d'une rencontre de championnat face au KV Malines. Il entre en jeu à la place de Mats Rits lors de cette rencontre remportée par son équipe par quatre buts à un.

### En sélection
Lucas Hey représente l'équipe du Danemark des moins de 19 ans, jouant au total huit matchs avec cette sélection entre 2021 et 2022.
Lucas Hey est convoqué pour la première fois avec l'équipe du Danemark espoirs en novembre 2022, par le sélectionneur Jesper Sørensen. Il joue son premier match avec les espoirs lors de ce rassemblement, le 17 novembre 2022, lors d'un match amical face à la Suède. Il est titularisé et les deux équipes se neutralisent (2-2 score final).

## Palmarès

### En club
|  |  | RSC Anderlecht - Coupe de Belgique : - Finaliste : 2025 |